# Nebraska
|  | Per a altres significats, vegeu «Nebraska (desambiguació)». |

Nebraska és un estat de la part central dels Estats Units d'Amèrica. La seva capital és Lincoln, per bé que Omaha és la ciutat més gran. Durant un temps l'eslògan turístic de Nebraska era Where The West Begins ('On comença l'Oest') atès que entre els carrers "13" i "O" de la ciutat de Lincoln, marcada amb una "X" de rajoles roges hi passa el meridià 100.

## Demografia
Segons el cens dels EUA del 2000, a l'estat hi havia censats 22.204 amerindis nord-americans (1,5%). Per tribus, les principals són els sioux (5.344), els omaha (3.386), els cherokees (1.933), els winnebago (1.691), els ponca (661), els anishinaabemowin (340), els ioway (280), els fox i els sauk (69).
Entre les persones d'origen europeu, els cinc grups més nombrosos de Nebraska són els d'ascendència alemanya (38,6%), els d'irlandesa (12,4%), els d'anglesa (9,6%), els de sueca (4,9%) i els de txeca (4,9%).
Nebraska és l'estat amb el major percentatge de persones d'origen txec del país. Actualment ho són 28.000 habitants.
Afiliacions religioses de la població de Nebraska el 2001:
- Cristianisme – 81%
  - Protestantisme – 49%
    - Luteranisme – 15%
    - Metodisme – 10%
    - Esglésies baptistes – 8%
    - Presbiterianisme – 4%
    - Altres protestants – 12%

  - Catolicisme – 27%
  - Altres cristians – 5%
- Altres religions – 2%
- No religiosos – 9%

## Comtats
1. Comtat d'Adams
2. Comtat d'Antelope
3. Comtat d'Arthur
4. Comtat de Banner
5. Comtat de Blaine
6. Comtat de Boone
7. Comtat de Box Butte
8. Comtat de Boyd
9. Comtat de Brown
10. Comtat de Buffalo
11. Comtat de Burt
12. Comtat de Butler
13. Comtat de Colfax
14. Comtat de Cass
15. Comtat de Cedar
16. Comtat de Chase
17. Comtat de Cherry
18. Comtat de Cheyenne
19. Comtat de Clay
20. Comtat de Cumming
21. Comtat de Custer
22. Comtat de Dakota
23. Comtat de Dawes
24. Comtat de Dawson
25. Comtat de Deuel
26. Comtat de Dixon
27. Comtat de Dodge
28. Comtat de Douglas
29. Comtat de Dundy
30. Comtat de Filmore
31. Comtat de Franklin
32. Comtat de Frontier
33. Comtat de Furnas
34. Comtat de Gage
35. Comtat de Garden
36. Comtat de Garfield
37. Comtat de Gosper
38. Comtat de Grant
39. Comtat de Greeley
40. Comtat de Hall
41. Comtat de Hamilton
42. Comtat de Harlan
43. Comtat de Hayes
44. Comtat de Hitchcock
45. Comtat de Holt
46. Comtat de Hooker
47. Comtat de Howard
48. Comtat de Jefferson
49. Comtat de Johnson
50. Comtat de Kearney
51. Comtat de Keith
52. Comtat de Keha Paha
53. Comtat de Kimball
54. Comtat de Knox
55. Comtat de Lancaster
56. Comtat de Lincoln
57. Comtat de Logan
58. Comtat de Loop
59. Comtat de Madison
60. Comtat de McPherson
61. Comtat de Merrick
62. Comtat de Morrill
63. Comtat de Nance
64. Comtat de Nemaha
65. Comtat de Nuckolls
66. Comtat d'Otoe
67. Comtat de Pawnee
68. Comtat de Perkins
69. Comtat de Phelps
70. Comtat de Pierce
71. Comtat de Platte
72. Comtat de Polk
73. Comtat de Red Willow
74. Comtat de Richardson
75. Comtat de Rock
76. Comtat de Saline
77. Comtat de Sarpy
78. Comtat de Saunders
79. Comtat de Scotts Bluff
80. Comtat de Seward
81. Comtat de Sheridan
82. Comtat de Sherman
83. Comtat de Sioux
84. Comtat de Stanton
85. Comtat de Thayer
86. Comtat de Thomas
87. Comtat de Thurston
88. Comtat de Valley
89. Comtat de Washington
90. Comtat de Wayne
91. Comtat de Webster
92. Comtat de Wheeler
93. Comtat de York

## Ciutat i pobles rellevants

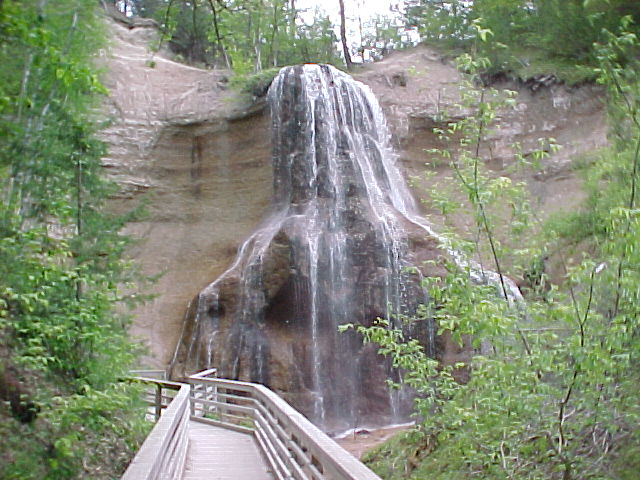
Cascada de Smith en el Comtat de Cherry

- Bellevue
- Columbus
- Fremont
- Grand Island
- Hastings
- Kearney
- Lincoln
- Norfolk
- North Platte
- Omaha
- Scottsbluff
- Valentine